# Can Llos
Can Llos és una obra de Porqueres (Pla de l'Estany) inclosa a l'Inventari del Patrimoni Arquitectònic de Catalunya.

## Descripció
Casa de planta rectangular formada per dos cossos de diferents alçades. Ambdós tenen cobertes a dos vessants. El cos de major alçada consta de planta baixa, pis i golfes. La porta d'entrada consta d'una llinda i està protegida per una petita teulada de rajols i fusta. Totes les obertures han estat emmarcades per blocs de pedra ben escairats. El segon cos, de majors dimensions i inferior alçada, consta de planta baixa i pis. Aquest cos també té una porta amb llinda i una petita teulada i les obertures estan emmarcades per carreus de pedra.

## Història
A les llindes de les dues portes trobem les següents inscripcions: ANY 1678 i ANY 1770. Va ser acuradament restaurada l'any 1985.